# El profesor de persa
El profesor de persa (en alemán, Persischstunden) es una película dramática de guerra ruso-bielorrusa de 2020 dirigida por Vadim Perelman. La película se inspiró parcialmente en el cuento Erfindung einer Sprache del escritor alemán Wolfgang Kohlhaase.
Fue la candidata bielorrusa a Mejor Película Internacional en la 93.ª edición de los Premios Óscar. Sin embargo, la película fue descalificada por la Academia debido a que la mayoría de las personas involucradas en la realización de la película no procedían de Bielorrusia.

## Sinopsis
En el año 1942, en plena Segunda Guerra Mundial durante la ocupación alemana de Francia, Gilles es arrestado por soldados de las SS junto con otros judíos y enviado a un campo de concentración en Alemania. Allí consigue evitar la ejecución al jurar a los guardias que no es judío, sino persa. Gracias a esta artimaña, Gilles consigue mantenerse con vida, pero tendrá que enseñar un idioma que no conoce a uno de los oficiales del campo, interesado en aprenderlo. Al tiempo que la relación entre ellos aumenta, las sospechas de los soldados van en incremento.

## Reparto
- Nahuel Pérez Biscayart como Gilles
- Lars Eidinger como El comandante adjunto Klaus Koch
- Jonas Nay como Max Beyer
- David Schütter como Paul
- Alexander Beyer como Comandante del campo
- Andreas Hofer como ayudante von Dewitz
- Leonie Benesch como Elsa Strumfp
- Giuseppe Schillaci como Marco Rossi

## Producción
El guion de la película se escribió primero en ruso y luego se tradujo al inglés y finalmente al alemán. La versión falsa del persa que se habla en la película fue inventada por un filólogo ruso de la Universidad Estatal de Moscú, quien basó el vocabulario en los nombres reales de las víctimas documentadas del Holocausto.

## Estreno
El profesor de persa se estrenó en el Festival Internacional de Cine de Berlín el 22 de febrero de 2020. En diciembre de 2020, Rusia presentó la película a la 78.ª edición de la competencia anual de los Globos de Oro. La película se estrenó en China el 19 de marzo de 2021.

## Reconocimientos
| Fecha                   | Premio                                           | Categoría                           | Destinatario(s) y nominado(s) | Resultado | Referencias |
| ----------------------- | ------------------------------------------------ | ----------------------------------- | ----------------------------- | --------- | ----------- |
| 30 de diciembre de 2021 | 34.ª edición de los Premios Gallo de Oro (China) | Mejor película en lengua extranjera | El profesor de persa          | Nominado  | [ 10 ]      |